# Künstler (Garschin)

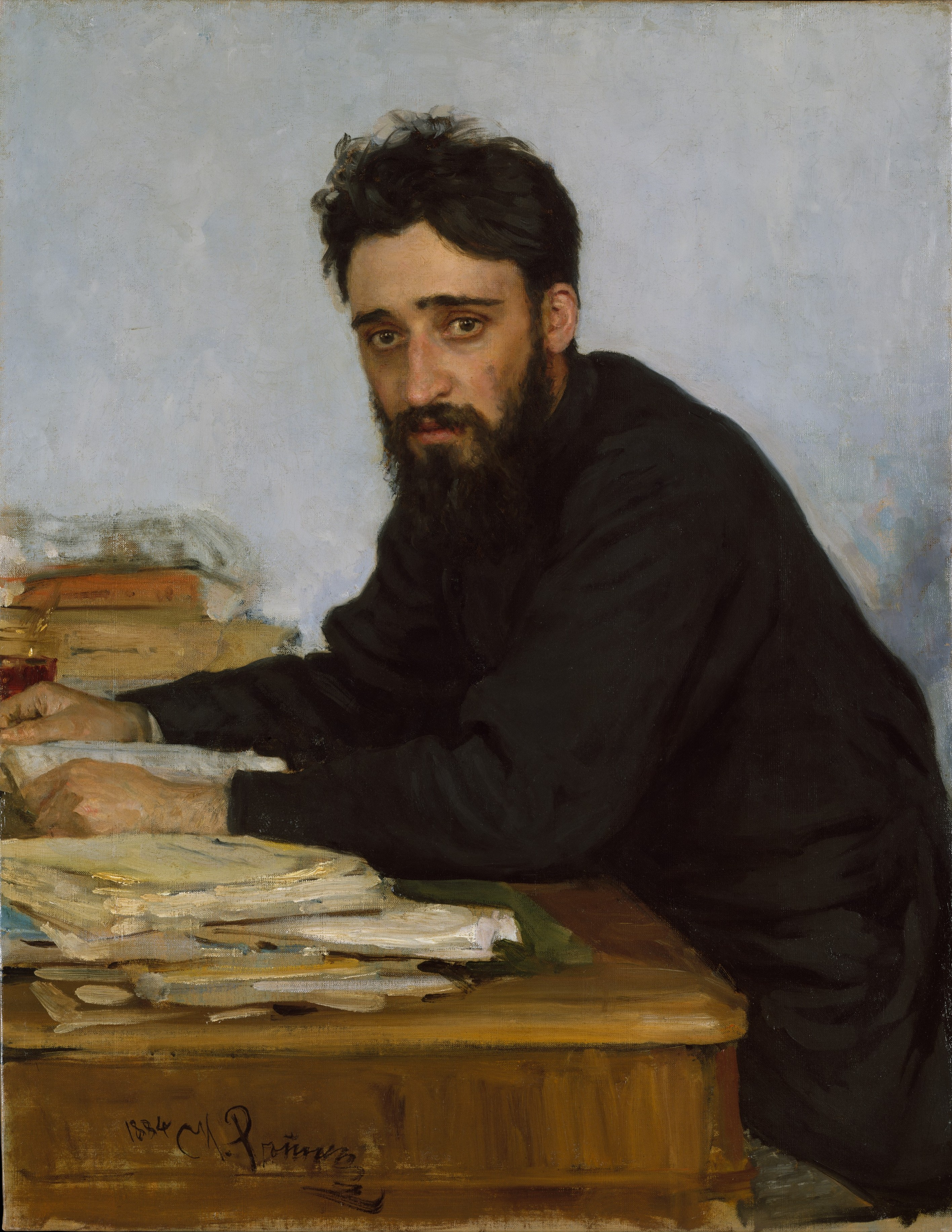
Ilja Repin 1884: Wsewolod Garschin

Künstler, auch Die Künstler (russisch Художники, Chudoschniki), ist eine Kurzgeschichte des russischen Schriftstellers Wsewolod Garschin, die 1879 im Septemberheft der Otetschestwennye Sapiski in Sankt Petersburg erschien.
Die Maler Djedow und Rjabinin sind in der Akademie zwei begabte Schüler. Der Landschaftsmaler Djedow wird für sein Werk „Morgen“ von der Akademie zur Belohnung für vier Jahre ins Ausland geschickt. Rjabinin, der einen Kesselflicker bei der Arbeit porträtiert hat, ist der Verantwortung des Künstlers nicht mehr gewachsen, verliert die Hoffnung und wechselt den Beruf.

## Inhalt
Dank einer Erbschaft hängt der bereits um die vierzig Jahre alte Djedow seinen Ingenieurberuf an den Nagel und wird Maler; belegt an der Akademie eine Meisterklasse. Dort lernt er den jüngeren Rjabinin kennen. Letzterer ist ein Faulpelz, wird aber vor allem von den jüngeren Malern in der Klasse wegen seiner außerordentlichen Begabung in den Himmel gehoben. Djedow und Rjabinin halten nicht viel voneinander. Djedow findet die Technik des Kollegen äußerst schwach und Rjabinin belächelt die läppischen Inhalte der Arbeiten des Landschafters. Rjabinin will den arbeitenden Menschen malen. Da kann Djedow helfen. Er nimmt den Kollegen mit auf die Werft in die Schmiede seiner ehemaligen Fabrik. Rjabinin lässt sich alles zeigen und ist von der Arbeit eines Kesselflickers fasziniert. Dieser Mann kriecht in einen der Kessel hinein, hält mit der Zange ein Niet in ein Loch im Kessel und muss sich gegen die unablässigen Hammerschläge des Schmieds von außen gegen den Niet stemmen. Jeder Kesselflicker wird von dieser Arbeit taub und kann sie bis zu zwei Jahren aushalten. Danach ist er verbraucht.
Djedow erklärt dem akademischen Begleiter, er habe während des Berufslebens als Ingenieur auf der Werft viele solcher deprimierenden Eindrücke verkraften müssen und sei heilfroh, dass er nun – dank der Erbtante selig – seine ruhigen, die Seele des Betrachters weich machenden, Sonnenauf- und -untergänge malen könne. Rjabinin aber will weiterhin den Werktätigen malen. Djedow winkt ab, kann solch gemaltes Motiv als Kunstwerk nicht akzeptieren. Begründung: In der Musik sind Misstöne ebenfalls tabu. Rjabinin lässt sich nicht beirren; kriecht zusammen mit dem Kesselflicker in den Kessel und malt den Mann, wie dieser seine Brust den schauerlichen Hammerschlägen von außen entgegenhält. Als Rjabinin daheim in seinem Atelier das fertige Gemälde beaugenscheinigt, lässt ihn die Darstellung der angespannten Schmiedearbeit nicht los. Er muss das eigene Werk, die Darstellung der Marter, verhängen, kann schließlich, an den gequälten Arbeiter denkend, überhaupt nicht mehr malen, erkrankt und sattelt nach der Genesung zum Dorfschullehrer um.

## Rezeption
Als Gerhart Hauptmann im Herbst 1890 Einsame Menschen schrieb (Uraufführung am 11. Januar 1891 durch die Freie Bühne am Residenztheater Berlin), lobte er in dem Stück Garschins Text. Genauer, der Maler Braun bespricht im zweiten Akt mit den beiden Protagonisten Anna Mahr und Johannes Vockerat das Wirken der russischen Maler Djedoff und Rjäbinin.

## Deutschsprachige Ausgaben
Verwendete Ausgabe:
- Künstler. S. 125–149 in Wsewolod M. Garschin: Die Erzählungen. Übertragen und mit Nachwort von Valerian Tornius. 464 Seiten. Dieterich’sche Verlagsbuchhandlung, Leipzig 1956 (Sammlung Dieterich, Bd. 177)

## Sekundärliteratur
- Einsame Menschen. S. 259–370 in Gerhart Hauptmann: Ausgewählte Dramen. Band 1. 692 Seiten in Gerhart Hauptmann: Ausgewählte Dramen in vier Bänden. Aufbau-Verlag, Berlin 1952
- Einsame Menschen. Drama. S. 429–538 in Ursula Münchow (Hrsg.): Naturalismus 1885–1891. Dramen. Lyrik. Prosa. 566 Seiten. Aufbau-Verlag, Berlin 1970 (1. Aufl.)